# Choreutis diana
Choreutis diana là một loài bướm đêm thuộc họ Choreutidae. Nó được tìm thấy ở miền bắc Bắc Mỹ và hầu hết châu Âu.
Sải cánh dài 14–18 mm. Ở Canada, con trưởng thành xuất hiện từ giữa tháng 4 đến giữa tháng 5, trong tháng 6 và từ tháng 7 đến tháng 9. Ở Anh, con trưởng thành bay vào tháng 7 và tháng 8.
Ấu trùng ăn Alnus rubra, Alnus incana, Betula papyrifera, Populus balsamifera, Salix và Prunus. 